# Super Smash Bros. (jeu vidéo)
Vous lisez un « bon article » labellisé en 2010.
Cet article concerne le jeu original sur Nintendo 64. Pour la série de jeux vidéo, voir Super Smash Bros. (série).
Super Smash Bros. (ニンテンドー•オール•スター! 大乱闘 スマッシュ•ブラザーズ, Nintendō Ōru Sutā! Dairantō Sumashu Burazāzu, litt. Nintendo All-Star! Melee Smash Brothers) est un jeu vidéo de combat, développé par HAL Laboratory et édité par Nintendo pour la Nintendo 64. Il est sorti au Japon le 21 janvier 1999, en Amérique du Nord le 26 avril 1999 et en Europe le 19 novembre 1999. Super Smash Bros. est le premier jeu de la série éponyme et est suivi par Super Smash Bros. Melee sur GameCube en 2001, Super Smash Bros. Brawl sur Wii en 2008, Super Smash Bros. for Nintendo 3DS / for Wii U en 2014 et Super Smash Bros. Ultimate sur Nintendo Switch en 2018. Super Smash Bros. est ressorti sur Console virtuelle au Japon le 20 janvier 2009, en Europe le 12 juin 2009, et en Amérique du Nord le 21 décembre 2009.
Le titre est un crossover réunissant plusieurs franchises de Nintendo, comme Mario, The Legend of Zelda et Kirby. Super Smash Bros. a reçu principalement des critiques positives de la part de la presse spécialisée. Il a rencontré un fort succès commercial, se vendant à plus de 5,5 millions d'exemplaires, dont 2,93 millions aux États-Unis et 1,97 million au Japon.

## Système de jeu
Super Smash Bros. consiste en l'affrontement de nombreux personnages de Nintendo comme Mario, Link ou Pikachu sur divers terrains, le but étant de sortir l'un (ou les) adversaire(s) du ring. La série Super Smash Bros. présente une spécificité importante par rapport à la plupart des jeux de combat : à chaque fois qu'un personnage reçoit des dégâts, ce n'est pas une « jauge de vie » qui diminue, mais un pourcentage de dégâts qui augmente. Ce pourcentage peut dépasser 100 %, et peut même aller jusqu'à 999 %. Plus le pourcentage de dégâts est haut, plus il est facile d'éjecter le personnage hors du stade. Lorsqu'un personnage est éjecté, il peut tenter de revenir sur le terrain grâce à ses trois sauts : certains personnages peuvent sauter plus haut que d'autres. Certains peuvent même voler (temporairement), comme Kirby. De plus, il est plus facile d'éjecter un personnage léger qu'un personnage lourd.
Les commandes de Super Smash Bros. sont très simples par rapport aux jeux de combat traditionnels. Alors que ces derniers demandent au joueur de mémoriser des combinaisons de boutons souvent spécifiques aux personnages (comme dans Street Fighter et Tekken), Super Smash Bros. fait intervenir les mêmes commandes pour tous les personnages, chaque mouvement ne demandant que l'appui d'un bouton avec le stick dans une direction donnée. Les personnages ne sont pas constamment en face de leur adversaire, et peuvent se déplacer librement. Enfin, une grande variété de mouvements est disponible : il est par exemple possible d'attraper puis de jeter les autres personnages.
Durant les combats, des objets extraits de jeux Nintendo tombent sur le terrain. Ces objets peuvent servir à infliger des dommages aux adversaires (c'est le cas de l'épée laser) ou à se restaurer (c'est le cas de la maxi-tomate). Les terrains sont également inspirés de l'univers Nintendo ; bien que ceux-ci soient en trois dimensions, les joueurs peuvent seulement circuler dans un plan en deux dimensions. Neuf terrains au total, huit déjà disponible de base avec un seul pouvant être débloqué au cours de la progression du joueur dans le jeu.

### Mode solo
Le mode solo est constitué de quatre sous-modes. Dans le premier, appelé mode Classique dans les suites du titre, le joueur affronte une série de personnages qu'il tente de vaincre avec un nombre limité de vies. S'il perd toutes ses vies, il peut continuer à condition de perdre une partie de ses points. Cinq niveaux de difficulté sont disponibles. De plus, des mini-jeux parsèment la série de personnages à battre, comme le Board the Platforms ou le Break the Targets.
Ces deux mini-jeux sont aussi deux autres sous-modes du mode solo. Le Board the Platforms demande au joueur d'activer dix plates-formes le plus rapidement possible, tandis que le Break the Targets lui demande de détruire dix cibles, toujours le plus vite possible. Si le joueur sort de la carte, il perd.
La dernière partie du mode solo est un mode d'entraînement, le Training Mode. Ici, le joueur choisit un personnage, un adversaire et un stage. Au cours de la partie, il peut alors influencer l'action du jeu, par exemple en la ralentissant ou en faisant apparaître un objet particulier.

### Mode multijoueur
Jusqu'à quatre joueurs peuvent jouer simultanément dans le mode multijoueur, dont les règles sont déterminées par les joueurs. Il est par exemple possible de faire des matchs limités dans le temps, où le gagnant est désigné à la fin, ou des matchs où chaque personnage a un nombre de vies limité, le dernier survivant étant le vainqueur.

## Personnages
Sur la jaquette et la notice du jeu, les personnages sont dessinés dans un style de bande dessinée ; ils sont dépeints comme des poupées venues à la vie pour se battre. Cette manière d'introduire les personnages n'a plus été utilisée dans les suites du titre, celles-ci optant pour un style plus sérieux : les personnages y sont représentés par leurs modèles dans le jeu plutôt que par des dessins à la main et les poupées sont devenues des « trophées ».
Le jeu propose un total de douze personnages jouables, chacun d'entre eux étant tiré d'une franchise à succès de Nintendo. Chaque personnage est associé à un symbole qui apparaît sous sa barre de dommages au cours des combats ; ce symbole représente la série de laquelle il est tiré. Ainsi, le symbole de Link est une Triforce alors que celui de Pikachu est une Poké Ball. De la même façon, chaque personnage possède des mouvements et des armes issus de ses jeux d'origine, comme Samus et ses armes à feu ou Link et son boomerang. Huit personnages sont jouables dès le début du jeu : Mario, Donkey Kong, Link, Samus, Yoshi, Kirby, Fox et Pikachu. Quatre personnages supplémentaires peuvent être débloqués : Luigi, Captain Falcon, Ness et Rondoudou,.
Il y a trois personnages non-jouables dans Super Smash Bros. (sans compter l'équipe de polygones constituée des autres personnages à l'apparence modifiée) : Créa-Main (マスターハンド?), le boss final du mode solo, et deux autres boss pouvant aussi être rencontrés dans le mode solo : Donkey Kong Géant et Métal Mario.

## Développement
Super Smash Bros. est développé durant l'année 1998 par HAL Laboratory, studio de développement appartenant à Nintendo. Masahiro Sakurai est intéressé par la création d'un jeu de combat pour quatre joueurs. En manque d'idées, ses premiers essais sont basés sur des personnages simplistes et quelconques. Il présente son projet à Satoru Iwata, qui l'aide à continuer ; cependant, Sakurai sait que les jeux de combat ne se vendaient pas bien : il se doit donc de concevoir un jeu suffisamment original. Sa première idée fut d'inclure des personnages célèbres de Nintendo et de les faire combattre. Pensant ne pas pouvoir obtenir la permission, Sakurai crée un prototype du jeu sans l'accord des développeurs et ne les en informe qu'après que le jeu fut bien avancé. Pour son prototype, il a utilisé les personnages de Mario, Donkey Kong, Samus et Fox. L'idée a par la suite été approuvée,.
Super Smash Bros. bénéficie d'un petit budget et de peu de promotion, et est prévu à la base pour ne sortir qu'au Japon ; mais devant son immense succès, Nintendo prend la décision de le diffuser dans d'autres pays.

### Bande son
La bande son de Super Smash Bros. est issue des jeux à succès de Nintendo. Tandis que beaucoup de musiques ont été réarrangées pour le jeu, certains morceaux sont directement extraits de leur jeu d'origine. La musique de Super Smash Bros. a été composée par Hirokazu Ando, qui travaillera également sur Super Smash Bros. Melee. La bande son complète du jeu est sortie en 2000 au Japon sous le label Teichiku Records.
Le doublage de la plupart des personnages est seulement fait d’enregistrement provenant de divers jeux, par exemple le doublage de Mario est basé sur les enregistrements de sa voix dans Super Mario 64, Link quant à lui réutilise des enregistrements de sa voix provenant du jeu The Legend of Zelda: Ocarina of Time. Ce recyclage d'enregistrement a été réutilisé une dernière fois dans la suite Super Smash Bros. Melee.

### Équipe de développement
- Programmeur principal : Yoshiki Suzuki
- Réalisation : Masahiro Sakurai
- Lead Artist : Tsuyoshi Wakayama
- Lead Designer : Masahiro Sakurai
- Musique : Hirokazu Ando
- Production : Hiroaki Suga, Satoru Iwata, Kenji Miki, Shigeru Miyamoto
- Producteur exécutif : Hiroshi Yamauchi

## Accueil
Super Smash Bros. a reçu des critiques généralement positives ; les reproches qu'on lui a adressés portaient souvent sur le mode solo. L'ancien directeur éditorial de GameSpot, Jeff Gerstmann, a noté que « le mode solo ne vous occupera pas longtemps », mais a loué la partie multijoueur du jeu, affirmant que son principe était « extrêmement simple à apprendre ». Il a aussi apprécié la musique du jeu, la qualifiant d'« exceptionnelle ». Peer Schneider, d'IGN, ajoute que le mode multijoueur est pour lui « le principal argument de vente du jeu » alors que Dale Weir de GameCritics.com décrit Super Smash Bros. comme « le jeu de combat le plus original du marché et peut-être le meilleur jeu multijoueur, toutes consoles confondues ». Brad Penniment du site web AllGame a fait valoir que le jeu avait été conçu pour les combats en multijoueur, félicitant la simplicité des commandes et l'aspect « fun » du jeu.
Les reproches faits au jeu ont par exemple porté sur son système de score, difficile à suivre. De plus, le mode solo a été critiqué en raison de son niveau de difficulté mal ajusté et de son manque de fonctionnalités ; Dan Whitehead d'Eurogamer le qualifie de « sous-alimenté » et note le jeu 7/10. En 2007, une vidéo du site ScrewAttack sur GameTrailers classe le jeu dans la liste des dix meilleurs jeux de la franchise Mario de tous les temps. Schneider a dit à propos de Super Smash Bros. que c'était « un excellent choix pour les joueurs à la recherche d'un smash 'em-up multijoueur de qualité ». Un autre rédacteur d'IGN, Matt Casamassina, a déclaré que Super Smash Bros. était un jeu multijoueur incroyablement addictif mais a regretté le manque de difficulté du mode solo. Le soft a par ailleurs reçu la mention « Editors' choice » de la part d'IGN.
Super Smash Bros. a bénéficié d'un important succès commercial, et a rapidement reçu le label Choix des Joueurs. En 2008, 1,97 million d'exemplaires avaient été vendus au Japon et 2,93 millions aux États-Unis.

## Postérité
Super Smash Bros. est le premier épisode de la série Super Smash Bros. Sa suite, Super Smash Bros. Melee, est sortie deux ans plus tard sur GameCube, après avoir été présentée par Nintendo à l'E3 2001 sous la forme d'une démo jouable. La prochaine apparition majeure de cette suite adviendra en août 2001 au Nintendo Space World, à nouveau via une démo jouable, mise à jour depuis la précédente. Nintendo a d'ailleurs organisé un tournoi pour les fans, dans lequel ils pouvaient gagner une GameCube et Super Smash Bros. Melee. À la conférence pré-E3 de Nintendo en 2005, Nintendo a annoncé la suite de Melee, Super Smash Bros. Brawl. Le président de Nintendo, Satoru Iwata, n'a demandé à Masahiro Sakurai d'être le réalisateur du jeu qu'après la conférence. Le titre conserve certaines des caractéristiques du gameplay de ses prédécesseurs, tout en renfermant de multiples nouveautés, tels qu'un mode solo plus important et un mode de jeu en ligne via la Connexion Wi-Fi Nintendo. Il propose au joueur quatre systèmes de contrôles différents, qui exploitent les différentes manettes utilisables sur Wii. Tout comme Melee, Brawl fait référence à des jeux sortis après son prédécesseur ; par exemple, l'apparence de Link est tirée de The Legend of Zelda: Twilight Princess et un chiot de Nintendogs apparaît en tant que Trophée Aide (un nouvel objet qui fait appel à des personnages qui participent brièvement au combat),. Certains stages issus de Melee ont été inclus dans Brawl, à la manière des stages du premier opus inclus dans Melee. Enfin, Brawl est le premier jeu de la franchise à intégrer des personnages ne provenant pas de l'univers Nintendo, à savoir Solid Snake de Konami et Sonic de Sega.
Super Smash Bros. est ressorti sur la Console virtuelle, plate-forme de téléchargement de la Wii, le 20 janvier 2009 au Japon, le 12 juin 2009 en Europe et le 21 décembre 2009 en Amérique du Nord. Son prix est de 1 000 Wii Points, soit le coût classique d'un jeu Nintendo 64 sur Console virtuelle.
À l'E3 2011, Masahiro Sakurai annonce le développement du nouvel opus de la série en deux versions correspondantes à la Wii U et la 3DS. Une première bande-annonce est révélée lors de l'E3 2013. La stratégie est de proposer une expérience individuelle sur plusieurs supports. Les joueurs 3DS ne pourront pas collaborer avec les joueurs Wii U en raison des différences de contenus proposés entre les versions, bien que la customisation de personnages soit cross-plateforme. La version 3DS est commercialisée en septembre 2014 tandis que la version Wii U sort en novembre 2014. Annonçant dans un premier temps qu'aucun contenu additionnel n'est prévu, plusieurs personnages et stages sont finalement ajoutés entre 2015 et 2016 parmi lesquels Cloud de la série Final Fantasy ou Bayonetta du jeu éponyme. Le 11 février 2016, Masahiro Sakurai annonce l'arrêt définitif du développement de contenu additionnel.
Lors du Nintendo Direct du 8 mars 2018, la firme nippone a annoncé avec un trailer inséré en fin de présentation le retour du titre Super Smash Bros. sur Nintendo Switch courant 2018. Le jeu mettra en scène les inklings, personnages issus de la série Splatoon. Parmi les rumeurs à propos du roster complet, le Youtubeur AbdallahSmash026 annonce en regardant attentivement le trailer de Super Smash Bros. une vingtaine de personnages : Mario, Peach, Luigi, Wario, Bowser, Yoshi, Pit (Kid Icarus), Lucas ou Falco, Ness, Roy, Donkey Kong, Link (de l'épisode Breath of the Wild), Pikachu, Olimar ou Kirby, Fox, Zelda ou Captain Falcon, Marth, Sheik et Samus. Mais lors de la conférence E3 2018, il fut confirmé que non seulement tous les anciens personnages (dont les DLC du précédent opus) feront leurs retours, mais que de nouveaux personnages apparaîtrons. Ceux déjà annoncé sont Daisy, les Inklings, et Ridley (l'un des méchant iconique de la série Metroid, que de nombreux fans demandaient). Le jeu, appelé Super Smash Bros. Ultimate, est sorti le 7 décembre 2018. À l'instar du précédent opus, le contenu du jeu est alimenté par une première série de contenus téléchargeables entre février 2019 et février 2020 incluant personnages, stages et musiques supplémentaires. En février 2020, un second set de contenus est annoncé. Il sera déployé progressivement jusqu'à février 2021, date de l'arrêt du développement de contenu additionnel.